# Кампинья-дель-Энарес
Кампинья-дель-Энарес (исп. Campiña del Henares)  — район (комарка) в Испании, входит в провинцию Мадрид в составе автономного сообщества Мадрид.

## Муниципалитеты
1. Ахальвир
2. Альхете
3. Камарма-де-Эстеруэлас
4. Кобения
5. Дагансо-де-Арриба
6. Фуэнте-эль-Сас-де-Харама
7. Таламанка-де-Харама
8. Аловера
9. Юнкера-де-Энарес
10. Марчамало
11. Кабанильяс-дель-Кампо
12. Эль-Касар
13. Торрехон-дель-Рей
14. Уседа
15. Вильянуэва-де-ла-Торре